# Omroepstichting De Waarden
Omroepstichting De Waarden was een lokale omroep in de Nederlandse gemeente Zaltbommel. De stichting werd op 2 maart 2001 opgericht en ontstond door samenvoeging van Omroepvereniging Transmedia en Stichting Lokale Omroep Zaltbommel (SLOZ). De omroep verzorgde radio- en televisieprogramma's onder de namen Dijkland FM en Dijkland TV.
De omroep was aanvankelijk ondergebracht in het pand van Transmedia, een voormalige boerderij aan de Van Heemstraweg Oost net buiten de bebouwde kom van Zaltbommel, en maakte ook gebruik van de daar aanwezige apparatuur. Omdat de boerderij gesloopt ging worden voor de uitbreiding van het industriegebied verhuisde de omroep in november 2007 naar een ruimte onder het voormalige gemeentehuis aan de Markt te Zaltbommel.
Begin 2014 staakt Omroepstichting De Waarden door een gebrek aan vrijwilligers haar radio- en televisie-uitzendingen. Per 1 mei 2015 werd de stichting ontbonden.